# Jurgen Hoxha
Jurgen Hoxha (24 oktober 1992) is een Albanees voormalig boogschutter.

## Carrière
Hohxa speelde in 2019 op het wereldkampioenschap in ’s-Hertogenboschmaar geraakte niet doorheen de kwalificatie. Verder nam hij in 2019 ook deel aan de Europese Spelen en in 2018 aan de Middellandse Zeespelen waar hij telkens 33ste werd. In 2021 stopte hij met competitie. 
Hij is ook actief als onderzoeker aan de Sports University of Tirana.